# Lilla Melodifestivalen
Lilla Melodifestivalen var en svensk musiktävling för ungdomar och arrangerades genom ett samarbete mellan Sveriges Radio och SVT. För att vara med och tävla skulle man sedan 2012 vara 12–15 år. Vinnaren fick representera Sverige i Junior Eurovision Song Contest. 2015 beslutades det att man skulle lägga ner programmet och satsa på en annan typ av sångtävling.

## Historik
Tävlingen startade 2002 och var 2002–2009 en musiktävling arrangerad av SVT för 8–15-åringar som skrev text och musik till en låt och sedan framför den. Vinnaren och tvåan (vissa år även trean) fick representera Sverige i MGP Nordic år 2002, samt mellan 2006 och 2009. 2003–2005 fungerade Lilla Melodifestivalen istället som uttagning för tävlingen Junior Eurovision Song Contest. 2006–2009, när SVT inte deltog i Junior Eurovision Song Contest, tog TV4 över tävlingen och skickade Sveriges bidrag. Detta genom Stage Junior, utom 2008 då Sverige inte deltog samt 2009 då Sverige var tillbaka i tävlingen men artisten valdes internt.
Till 2010 valde TV4 att inte ställa upp igen, och SVT, NRK, DR och YLE valde att lägga ned MGP Nordic. SVT satsade istället på att åter skicka en artist till Junior Eurovision Song Contest, men valet av artister gjordes 2010 och 2011 internt av en jury. 2012 togs Lilla Melodifestivalen tillbaka som ett samarbete mellan SR och SVT och man höjde åldersgränsen på de tävlande från 8–15 år till 12–15 år, men som tidigare års uttagning av svenska bidrag till Junior Eurovision Song Contest valdes bidraget av en jury.
I januari 2015 meddelade SVT att Lilla Melodifestivalen skulle läggas ner för att man skulle satsa på annan musikunderhållning för barn. Senare samma år visade det sig att Sverige inte ens skulle ställa upp i Junior Eurovision Song Contest, men kunde kanske återkomma till 2019.

## Vinnare
- 2014: Julia Kedhammar - Du är inte ensam
- 2013: Elias Elffors Elfström - Det är dit vi ska
- 2012: Lova Sönnerbo – Mitt mod[1][2]
- 2009: Ulrik Munther – En vanlig dag
- 2008: Linn Eriksson – En sång från hjärtat
- 2007: Sk8 – Min största första kärlek
- 2006: Benjamin Wahlgren Ingrosso – Hej Sofia
- 2005: M+ – Gränslös kärlek
- 2004: Limelights – Varför jag
- 2003: The Honeypies – Stoppa mig!
- 2002: Sofie Larsson – Superduperkillen

## Programledare
- 2014: Kim Ohlsson
- 2013: Behrang Miri och Kim Ohlsson
- 2012: Molly Sandén och Kim Ohlsson
- 2009: Ola Lindholm
- 2008: Nassim Al Fakir
- 2007: Josefine Sundström och Måns Zelmerlöw
- 2006: Anna Book och Kitty Jutbring
- 2005: Nanne Grönvall och Shan Atci
- 2004: Magnus Carlsson och Mela Tesfazion
- 2003: Victoria Dyring1
- 2002: Josefine Sundström och Henry Chu

1 Per Sinding-Larsen skulle också varit programledare år 2003, men fick lämna återbud av sjukdomsskäl.